# Tenodera parasinensis
Tenodera parasinensis är en bönsyrseart som beskrevs av Daniel Otte och Spearman 2004. Tenodera parasinensis ingår i släktet Tenodera och familjen Mantidae. Inga underarter finns listade i Catalogue of Life.